# Volvo FMX
Volvo FMX — семейство строительных крупнотоннажных грузовых автомобилей, серийно выпускаемых шведской компанией Volvo Trucks с 2010 года.

## Описание модели
Премьера Volvo FMX состоялась в апреле 2010 года. Он разработан на шасси Volvo FM в вариантах с колёсной формулой 4*4, 6*4, 6*6 и 8*4. Шасси предназначено для установки самосвальных кузовов, бетоносмесителей и других кузовов преимущественно строительного назначения. Кабины грузовика предлагаются в нескольких вариантах: короткая и удлинённая с высокой или стандартной крышей. Эргономика грузовика продумана с учётом эксплуатации на бездорожье и стройплощадках. Для этого установлена защита двигателя, усиленные мосты и рама, а также поднятые выше, чем у FM, баки. Volvo FMX комплектуется модернизированными дизелями D11 с увеличенным крутящим моментом в диапазоне мощностей 330, 370 и 430 л. с. (Евро-3). На заказ можно поставить дизель D13 (360—500 л. с.), синхронизированный с АКПП I-Shift.
В 2014 году модель отреставрировали. Автомобили оснащаются дизельными двигателями внутреннего сгорания объёмом 11—13 литров (Евро-6) во всех странах, кроме тех, которые не входят в Евросоюз.